# Stefan Ridderwall
Stefan Ridderwall (* 5. März 1988 in Brännkyrka) ist ein schwedischer Eishockeytorwart, der seit Sommer 2017 erneut bei den Rødovre Mighty Bulls in der dänischen Metal Ligaen unter Vertrag steht. Sein Vater Rolf war ein bekannter Eishockeytorwart, sein Cousin Calle ist ebenfalls ein professioneller Eishockeyspieler.

## Karriere
Stefan Ridderwall begann seine Karriere als Eishockeyspieler in der Nachwuchsabteilung von Djurgårdens IF, für dessen Profimannschaft er von 2005 bis 2011 in der Elitserien, der höchsten schwedischen Spielklasse, aktiv war. Sein Größter Erfolg mit der Mannschaft war das Erreichen der Vizemeisterschaft in der Saison 2009/10. In der Saison 2007/08 spielte er parallel zum Spielbetrieb mit Djurgården in insgesamt vier Partien als Leihspieler für Almtuna IS und den Nyköpings HC in der zweitklassigen HockeyAllsvenskan. Zur Saison 2011/12 wurde der Torwart von Djurgårdens Ligarivalen Timrå IK verpflichtet, wo er zwei Jahre lang spielte.
Zur Saison 2013/14 wechselte er nach Deutschland zur Düsseldorfer EG, kehrte jedoch bereits im Sommer 2014 nach Schweden zurück und schloss sich dem Rögle BK aus der HockeyAllsvenskan an. In der Saison 2015/16 spielte Ridderwall für die Rødovre Mighty Bulls aus der dänischen Metal Ligaen, anschließend ein Jahr lang bei den Heilbronner Falken in der DEL2. 2017 kehrte er zu den Mighty Bulls nach Dänemark zurück.

### International
Für Schweden nahm Ridderwall an der U18-Junioren-Weltmeisterschaft 2006 sowie der U20-Junioren-Weltmeisterschaft 2008 teil. Bei der U20-WM 2008 gewann er mit seiner Mannschaft die Silbermedaille.

## Erfolge und Auszeichnungen
- 2008 Silbermedaille bei der U20-Junioren-Weltmeisterschaft
- 2010 Schwedischer Vizemeister mit Djurgårdens IF
- 2015 Aufstieg in die Svenska Hockeyligan mit dem Rögle BK